# Apelle Dei
Giovanni Angelo Apelle Crespino Dei (Siena, 17 dicembre 1819 – Siena, 2 gennaio 1903) è stato un naturalista italiano.

## Biografia
Giovanni Angelo Apelle Crespino Dei, battezzato dal padre Vincenzo, pittore, con un chiaro riferimento ad Apelle di Coo, nasce a Siena e qui trascorre tutta la vita. Fu soprattutto ornitologo ed entomologo, con un forte interesse per temi quali la teratologia, l'agronomia, gli effetti negativi dell'attività venatoria e la faunistica locale. Tra il 1857 e il 1863 prestò servizio come preparatore presso il Museo di storia naturale dell'Accademia dei Fisiocritici, al quale in età avanzata, dopo la nomina ad accademico, donò tutte le proprie collezioni.
Effettuò ricerche sul campo all'isola del Giglio, al Monte Argentario, nella laguna di Orbetello e al monte Amiata, oltre ad essere particolarmente esperto nella fauna delle colline senesi.

## Opere
È stato autore di moltissime pubblicazioni scientifiche e divulgative, nonché dei cataloghi manoscritti (recentemente pubblicati) relativi alla propria collezione ornitologica ed a quella degli esemplari senesi dell'Accademia dei Fisiocritici.

### Pubblicazioni scelte di Ornitologia toscana
- Dei A. 1862. Catalogo degli Uccelli che si trovano nella Provincia Senese. Tip. Moschini, Siena, X-43 pp.
- Dei A. 1863.AAF, Atti, 5, 189, ms., 1 p. Catalogo delle Pelli degli Uccelli della Provincia Senese.
- Dei A. 1868. Stato del Museo Zoologico della R.Accademia dei Fisiocritici a tutto l’anno 1866. Atti della R. Accademia dei Fisiocritici. Serie II. Volume IV. 103-185 pp.
- Dei A. 1878. Aggiunte e correzioni al Catalogo degli Uccelli che si trovano nella provincia di Siena. Il Possidente in città e in campagna, VIII: 79-86.
- Dei A. 1886. Il Beccapesci, la Gazza marina e la Rondine montana. Il Libero Cittadino, 16: 1-2, 17: 1-2.
- Dei A. 1880. Catalogo sistematico del Gabinetto di Anatomia Comparata della R. Università di Siena. Tip. dell’Ancora. Siena. 137 pp.
- Dei A. 1888a. AAF, Atti, 5, 147, ms., 26 pp. Catalogo degli Uccelli della Provincia Senese e Grossetana raccolti, classati e donati da Apelle Dei alla R.Accademia dei Fisiocritici Siena. Pubblicato da Baccetti N. 1996. Apelle Dei: scritti di ornitologia senese. Memorie n. 6. Accademia dei Fisiocritici, Siena, 326 pp.
- Dei A. 1888b. AAF, Atti, 5, 160, ms., 49 pp. Catalogo degli Uccelli delle Provincie di Siena e di Grosseto conservati nel Museo Zoologico della Reale Accademia dei Fisiocritici a tutto l’anno 1887. Pubblicato da Baccetti N. 1996. Apelle Dei: scritti di ornitologia senese. Memorie n. 6. Accademia dei Fisiocritici, Siena, 326 pp.

### Articoli di argomento vario
- Dei A. 1876. Una gita al Monte Argentario. Siena: Moschini.
- Dei A. 1884. Ricordi di una escursione fatta al Monte Argentario e all’Isola del Giglio nel mese di maggio 1883. Siena: Tipografia dell’Ancora.